# تکدام
تکدام یک روستا در ایران است که در استان اردبیل واقع شده‌است. تکدام ۲۹ نفر جمعیت دارد.